# Мягкий стиль
Мягкий стиль (нем. Weicher Stil, чеш. krásný sloh) — региональный стиль, получивший распространение в искусстве Австрии, Чехии и Германии конца XIV — начала XV века; разновидность интернациональной готики. Был присущ скульптуре, живописи и ранней печатной графике.
Мягкий стиль, называемый также «прекрасным» и «изящным», сложился под влиянием мистических учений Средневековья, отражая в то же время предренессансные поиски индивидуальности как в предмете изображения, так и в творческом методе художника. Для него характерны лиричность, эмоциональная насыщенность образов, изысканность, некоторая манерность.
Наиболее полно мягкий стиль воплотился в произведениях малой пластики: статуях так называемых «Прекрасных Мадонн» (нем. schöne Madonnen), создававшихся по большей части чешскими мастерами. Эти фигуры из дерева или камня мягких пород, представляющие стоящую Богоматерь с Младенцем, отличались сложностью и изысканностью поз, утончённой и сентиментальной пластикой, тщательной детализацией форм, богатством драпировок с глубокими складками. Их, как правило, ярко расписывали и украшали позолотой, причём особо тонкая раскраска черт лица, вкупе с мягкой, естественной улыбкой, придавала изображениям Мадонн натуралистичные черты. Представители стиля использовали технику «каменного литья»: замешанный на извести раздробленный известняк или мрамор отливался в форму, после чего скульптура дорабатывалась ножом. Впоследствии эта техника, позволявшая достигать особой текучести форм, исчезла вместе с мягким стилем.
Для живописных работ мягкого стиля характерны светлый, праздничный колорит и сочетание натуралистических мотивов с общей декоративной условностью. Типичными образцами являются произведения так называемого Мастера Тршебоньского алтаря, Мастера Св. Вероники в Кёльне, Верхнерейнского мастера, Бертрама из Миндена и Мастера Франке в Гамбурге, Конрада фон Зоста в Вестфалии. Часто картины мягкого стиля отличались малыми размерами и предназначались не для храмов, а для жилых помещений.

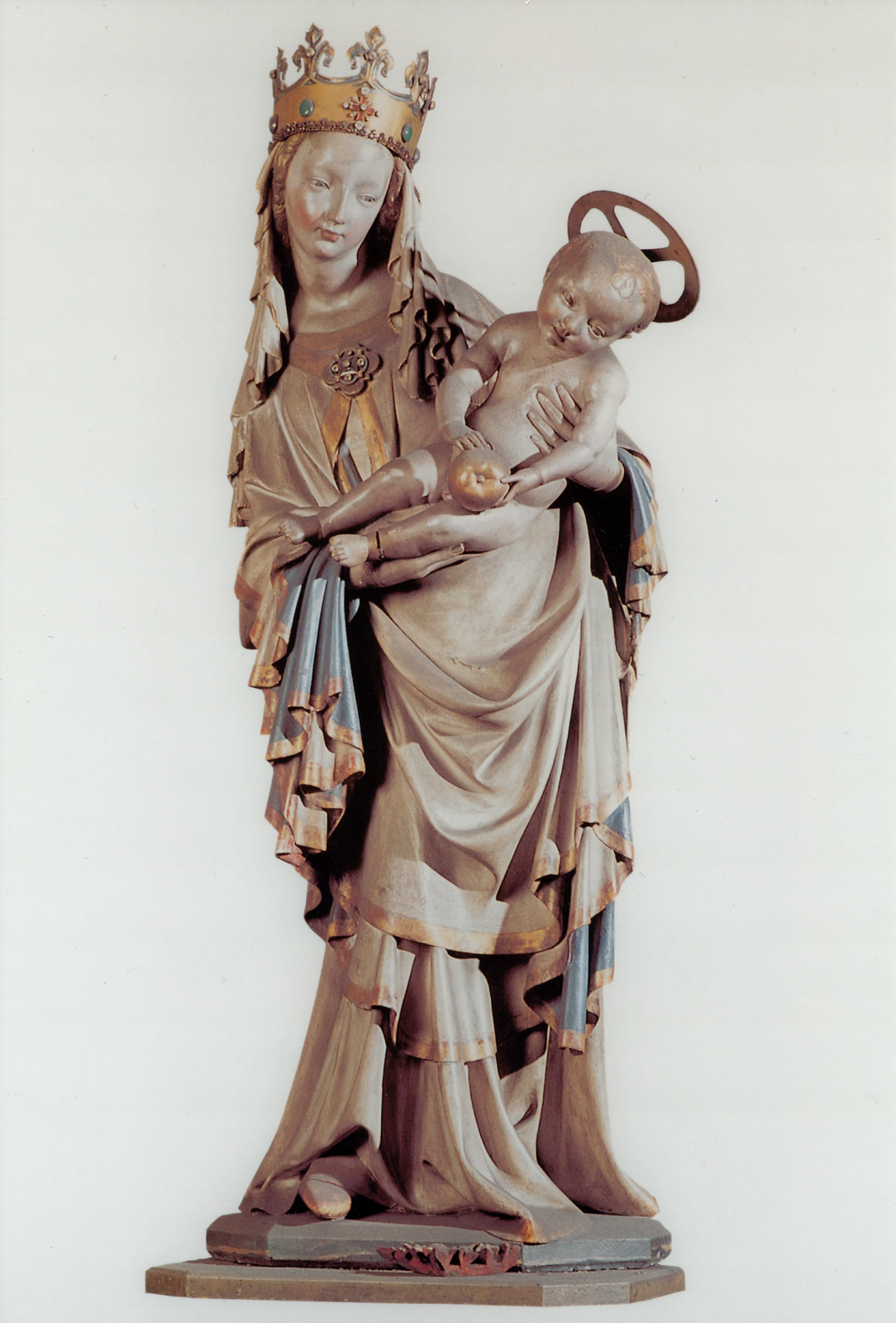
Пльзеньская мадонна. Ок. 1380–1384. Известняк, роспись. Пльзень, церковь Св. Варфоломея
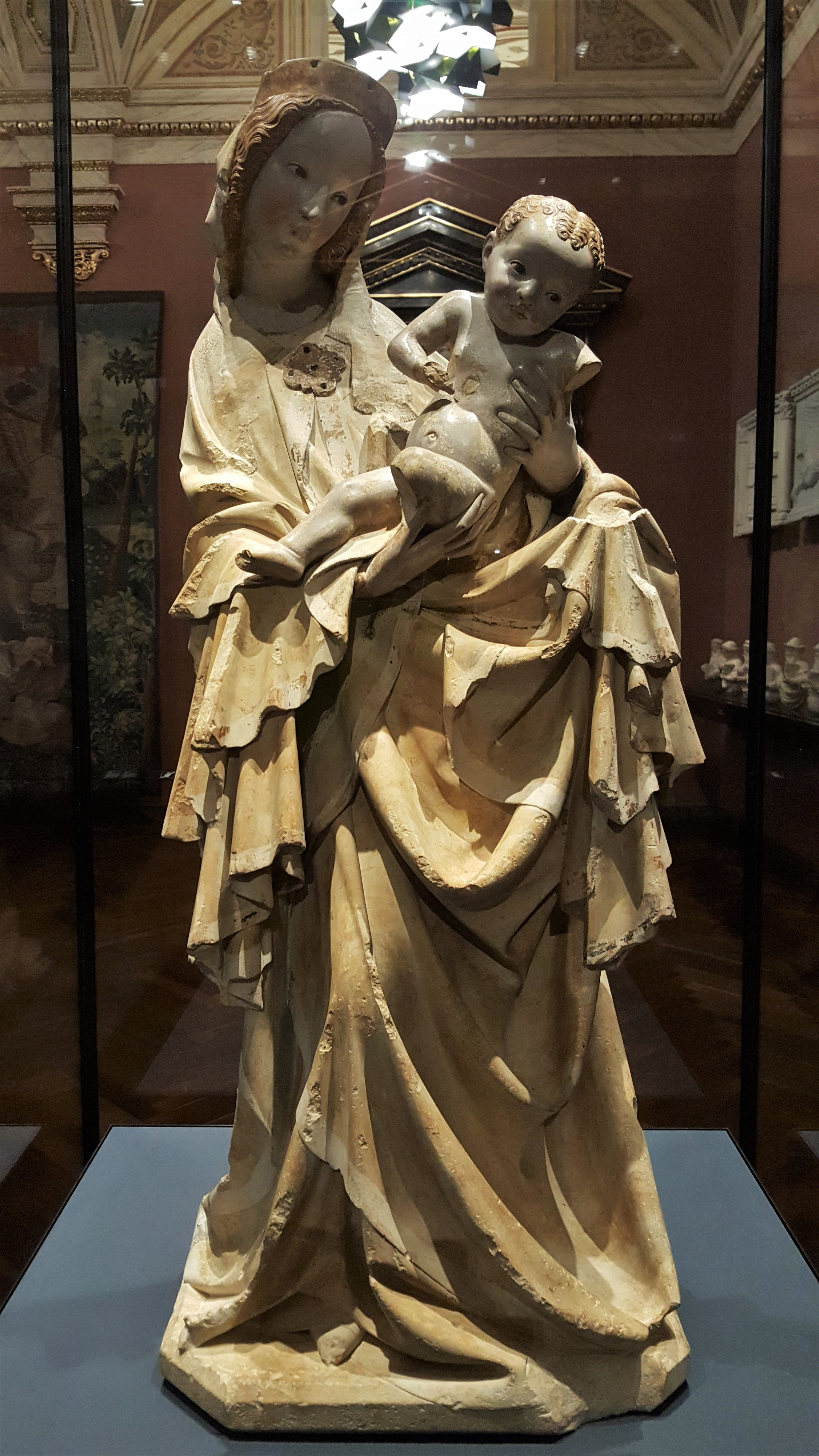
Крумловская мадонна. Ок. 1400 г. Известняк, роспись. Вена, Музей истории искусств
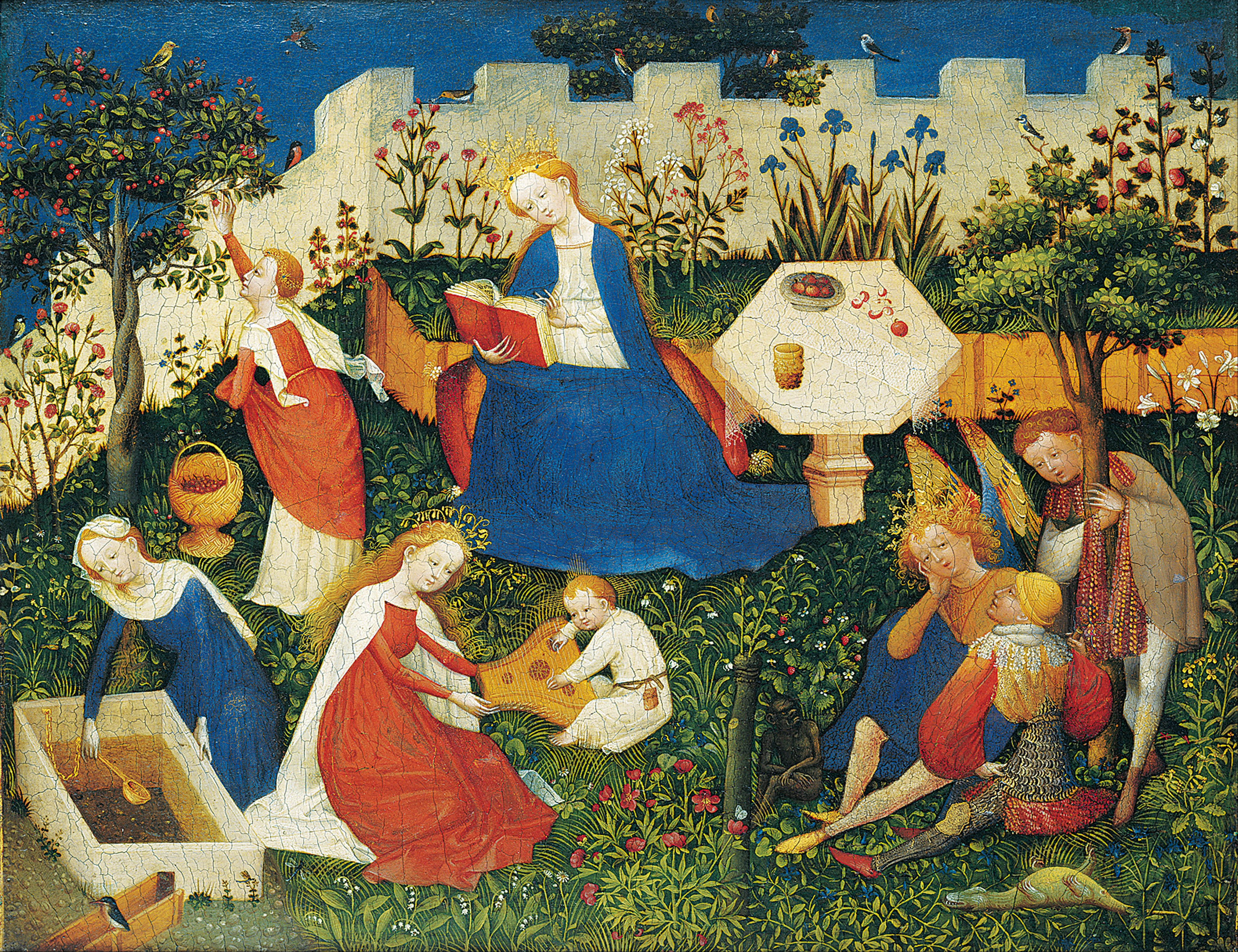
Верхнерейнский мастер. Райский сад. Ок. 1410. Франкфурт-на-Майне, Штеделевский художественный институт
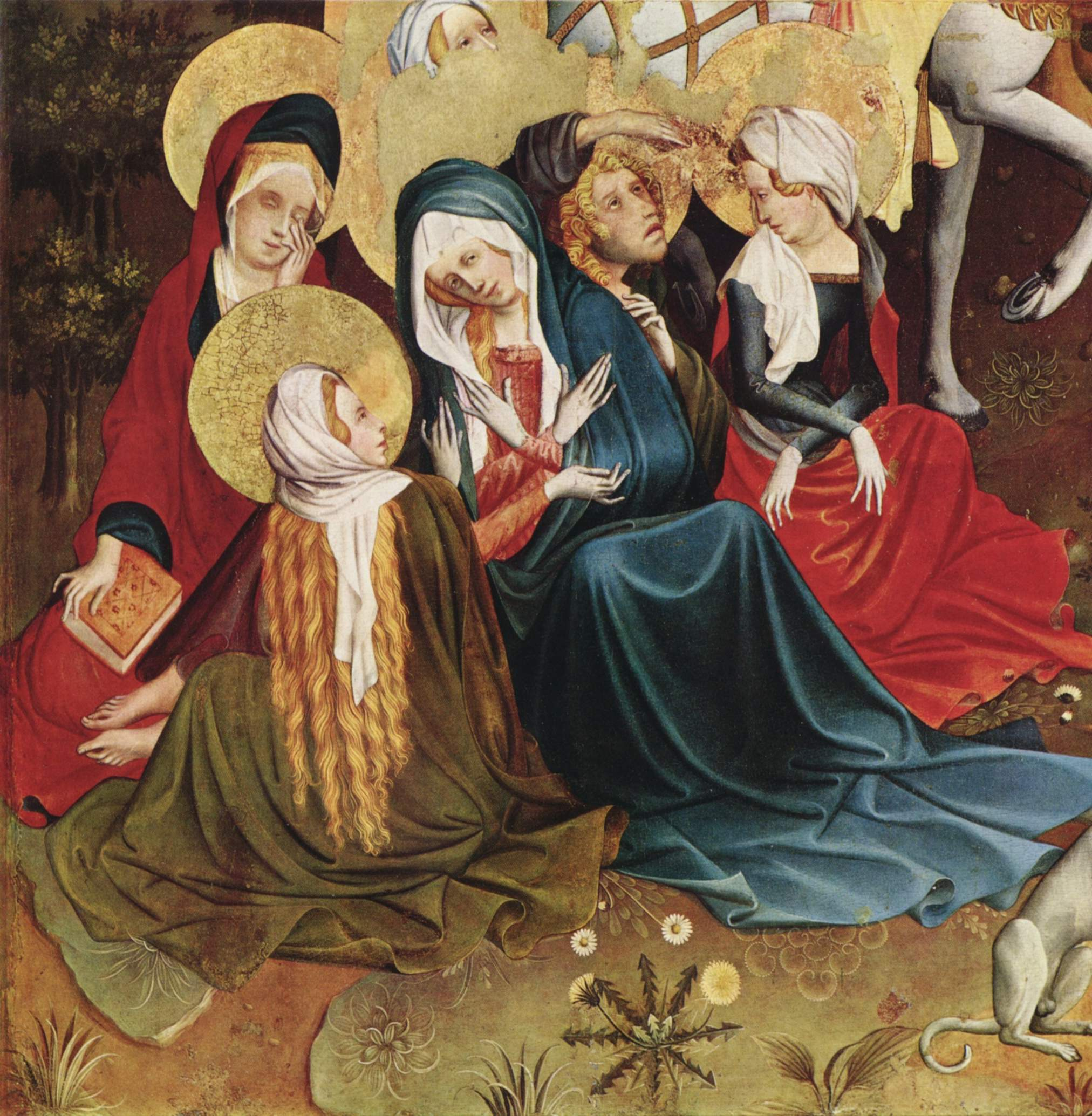
Мастер Франке. Алтарь Св. Фомы (деталь). Ок. 1424. Гамбургский кунстхалле